# 香港式離婚
香港式離婚(英語：The Truth About Lying)為一齣由香港藝術節委約及製作的舞台劇，由黃詠詩編劇，李鎮洲和黃詠詩聯合導演。在2010年第38屆香港藝術節時於香港大會堂劇院首演，並在2012年第40屆香港藝術節時於香港演藝學院歌劇院載譽重演。

## 故事
見習律師Emily受聘加入了律師行之後，她的老闆CK和老闆娘Laura的婚姻關係開始出現問題。
全劇長2小時15分鐘，不設中場休息，總共分15場：
1. 謊言
2. 吸煙者
3. 面試
4. 第一天
5. 面試前
6. 工作
7. 喪禮
8. 惡夢
9. 客戶
10. 誘惑
11. 你看不見我哭泣
12. 探戈
13. 離婚
14. 損失
15. 夢
16. 最後一天
17. 周年紀念
18. 真相

## 角色
- 2010年香港大會堂劇院首演
  - 黃慧慈飾演Emily
  - 羅冠蘭飾演Laura
  - 李鎮洲飾演CK
  - 梁祖堯飾演明浩
  - 邵美君飾演梁太太
  - 柯嘉琪飾演文烈

- 2012年香港演藝學院歌劇院重演
  - 黃詠詩飾演Emily
  - 劉雅麗飾演Laura
  - 李鎮洲飾演CK
  - 梁祖堯飾演明浩
  - 邵美君飾演梁太太
  - 柯嘉琪飾演文烈

- 2015年葵青劇院演藝廳重演
  - 楊淇飾演Emily
  - 劉雅麗飾演Laura
  - 李鎮洲飾演CK
  - 梁祖堯飾演明浩
  - 邵美君飾演梁太太
  - 柯嘉琪飾演文烈

- 2018年葵青劇院演藝廳重演
  - 楊淇飾演Emily
  - 劉雅麗飾演Laura
  - 李鎮洲飾演CK
  - 梁祖堯飾演明浩
  - 邵美君飾演梁太太
  - 柯嘉琪飾演文烈

- 2024年香港演藝學院歌劇院重演
  - 楊淇飾演Emily
  - 劉嘉玲飾演Laura
  - 黃子華飾演CK
  - 梁浩邦飾演明浩
  - 楊詩敏飾演梁太太
  - 趙伊禕飾演文烈

## 評價
大公報形容本舞台劇編導演俱佳。明報的石琪表示，《香港式離婚》真切呈現新時代中產專業男女在工作上、感情上的苦樂和恩怨。 頭條日報的潘麗瓊表示:「感情其實是深入血肉的共同記憶，當離婚把這段共同的「財產」連根拔起之時，骨肉分分離，血肉糢糊，那種痛豈是一刀切下去就能各走各路，一聲Goodbye就解決得了？」 AM730的魏綺珊表示：「黃詠詩的劇本更見成熟幽默……此劇實在值得一看再看。」

## 獎項
- 第二十屆香港舞台劇獎四獎
  - 最佳整體演出
  - 最佳劇本： 黃詠詩
  - 最佳女主角(悲劇/正劇) ：黃慧慈
  - 十大最受歡迎製作

- Time Out Hong Kong: 2010年最佳戲劇

## 外部連結
- 香港藝術節 （页面存档备份，存于）
- 談婚．論嫁羅冠蘭 黃詠詩 （页面存档备份，存于）
- 黃詠詩相愛很難 （页面存档备份，存于） 太陽報